# پرو آنتیک
پرو آنتیک (مقدونی: Перо Антиќ؛ زادهٔ ۲۹ ژوئیهٔ ۱۹۸۲) یک بازیکن بسکتبال اهل جمهوری مقدونیه است.